# Piedmont (Califórnia)
Piedmont é uma cidade localizada no estado americano da Califórnia, no condado de Alameda. Foi incorporada em 31 de janeiro de 1907.

## Geografia
De acordo com o United States Census Bureau, a cidade tem uma área de 4,3 km², onde todos os 4,3 km² estão cobertos por terra.

### Localidades na vizinhança
O diagrama seguinte representa as localidades num raio de 16 km ao redor de Piedmont.

## Demografia

### Censo 2010
Segundo o censo nacional de 2010, a sua população é de 10 667 habitantes e sua densidade populacional é de 2 451,52 hab/km². Possui 3 924 residências, que resulta em uma densidade de 901,82 residências/km².

### Censo 2000
De acordo com o censo nacional de 2000, a densidade populacional era de 881,6/km² (2286,3/mi²) entre os 10.952 habitantes, distribuídos da seguinte forma:
- 78,59% caucasianos
- 1,24% afro-americanos
- 0,11% nativo americanos
- 16,02% asiáticos
- 0,04% nativos de ilhas do Pacífico
- 0,63% outros
- 3,38% mestiços
- 2,97% latinos

Existiam 3104 famílias na cidade, e a quantidade média de pessoas por residência era de 2,8 pessoas.

## Marco histórico
Piedmont possui apenas uma entrada no Registro Nacional de Lugares Históricos, a Wetmore House.

## Na cultura popular
Piedmont foi citada em Gravity Falls como a cidade que os irmãos gêmeos Dipper Pines e Mabel Pines saíram durante o verão.